# David Armitage Bannerman
David Armitage Bannerman (1886 - 6 de abril de 1979) fue un ornitólogo inglés.

## Biografía
Tras graduarse de la Universidad de Pembroke, en Cambridge, en 1909, Bannerman viajó por África, las Indias Orientales, Sudáfrica y las Islas Atlánticas.
Reclutado por los militares en el área de la medicina, Bannerman trabajó con la Cruz Roja durante cuatro años en Francia durante la Primera Guerra Mundial, lo que hizo que recibiera la Estrella de 1914. Luego trabajó como empleado de medio tiempo en el Museo de Historia Natural antes de retirarse en 1951 y haberse negado a dirigir el Museo Británico dos veces. Fue jefe del Club de los Ornitólogos Británicos desde 1932 a 1935, habiendo esitado su boletín de 1914 a 1915 y fue vicepresidente de la British Ornithologists' Union y la Royal Society for the Protection of Birds. También escribió para la revista Ibis.

## Obra
- The Birds of Tropical West Africa (ilustrado por George Edward Lodge; 8 v.) 1930-1951
- The Birds of West and Equatorial Africa (2 v.) 1953
- Larger Birds of West Africa, Penguin (Londres) 1958
- Birds of Cyprus (con W. Mary Bannerman), Oliver & Boyd, Edimburgo 1958
- The Birds of the British Isles (ilustrado por Lodge) Oliver and Boyd, Edimburgo (12 v.) 1953-1963
  - V. 1: Corvidae, Sturnidae, Oriolidae, Fringillidae, 1953
  - V. 2: Alaudidae, Certhidae, Paridae, Vireonidae etc, 1953
  - V. 3: Sylviidae, Troglodytidae, Turdidae, Cinclidae, Prunellidae, Hirundinidae, 1954
  - V. 4: Apodidae, Coraciidae, Caprimulgidae, Alcedinidae, Meropidae, Picidae, Upupidae, Cuculidae, Strigidae, 1955
  - V. 5: Birds of Prey, 1956
  - V. 6: Ciconiidae, Ardeidae, Phoenicopteridae, Anatidae (Part), 1957
  - V. 7: Anatidae (Conclusión), 1958
  - V. 8: Phalacrocoracidae, Diomedeidae, Sulidae, Podicipedidae, Fregatidae, Gaviidae, Procellariidae, Columbidae, Pteroclididae, 1959
  - V. 9: Scolopacidae (Parte), 1961
  - V. 10: Scolopacidae (Conclusión), Charadriidae, Recurvirostridae, Haematopodidae, 1961
  - V. 11: Glareolidae, Otdidae, Burhinidae, Gruidae, Laridae, 1962
  - V. 12: Stercorariidae, Alcidae, Rallidae, Tetraonidae, Phasianidae, 1963
- The Birds of the Atlantic Islands (con W. Mary Bannerman, ilustrado por D. M. Reid-Henry) Oliver and Boyd, Edinburgh (4 v.) 1963-1968 ISBN 9780050018
  - V. 1: A History of the Birds of the Canary Islands and the Salvages, 1963
  - V. 2: A History of the Birds of Madeira, the Desertas, and Porto Santo Islands, 1965
  - V. 3: A History of the Birds of the Azores, 1966
  - V. 4: A History of the Birds of the Cape Verde Islands, 1968
- Handbook of the Birds of Cyprus and Migrants of the Middle East (con W. Mary Bannerman) Oliver and Boyd, Edimburgo 1971 ISBN 9780050024454
- Birds of the Maltese Archipelago (con Joseph A. Vella-Gaffiero) Museums Department, Valletta 1976
- The Birds of the Balearics' (con W. Mary Bannerman, ilustrado por Donald Watson) Croom Helm/Tanager Books 1983 ISBN 9780880720229

### Contribuciones
- George Lodge - Artist Naturalist John Savory (Ed.), Croom Helm, 1986 ISBN 0-7099-3366-5
  - The chapter Lodge the Man, a Biography

### Artículos notables
- «Exhibition and description of a new subspecies of oystercatcher» (Haematopus niger meade-waldoi) from the Canary Islands. Bull. B. O. C. 31: 33-34. (1913)
- «A probable sight record of a Canarian black oystercatcher». Ibis 111: 257. (1969)